# Christa Kaufmann
Christa Kaufmann (ur. 24 października 1982) – niemiecka lekkoatletka specjalizująca się w biegach sprinterskich.
Na arenie międzynarodowej odniosła następujące sukcesy:
| Rok  | Miejsce  | Zawody                      | Konkurencja                      | Pozycja                | Wynik       |
| ---- | -------- | --------------------------- | -------------------------------- | ---------------------- | ----------- |
| 2000 | Santiago | mistrzostwa świata juniorów | sztafeta 4 × 100 m bieg na 100 m | złoty medal 6. miejsce | 43,91 11,66 |
| 2001 | Grosseto | mistrzostwa Europy juniorów | sztafeta 4 × 100 m               | złoty medal            | 44,16       |

Dwukrotna brązowa medalistka mistrzostw Niemiec w sztafecie 4 × 100 m (2002, 2003).
Rekordy życiowe: 
- stadion

- bieg na 100 m – 11,58 (17 października 2000, Santiago)
- bieg na 200 m – 23,97 (15 lipca 2000, Drezno)
- sztafeta 4 × 100 m – 43,91 (22 października 2000, Santiago)

- hala

- bieg na 60 m – 7,49 (2 lutego 2002, Leverkusen)
- bieg na 200 m – 23,83 (2 lutego 2002, Leverkusen)
- sztafeta 4 × 200 m – 1:34,53 (24 lutego 2001, Dortmund)